# Assaji
Assaji (en pali; en sanskrit: Aśvajit) est un des cinq premiers disciples du Bouddha que l'on a regroupés sous le nom (en sanskrit) de Pañchavargika.

## De l'ascète au disciple

### Ascète
Comme les quatre autres ascètes avec lesquels il forme le groupe des cinq premiers disciples, (sanskrit Panchavargika « groupe des cinq »), Assaji avait pratiqué une longue et sévère ascèse avec Shakyamuni avant que celui-ci ne renonce à ces pratiques pour chercher l'éveil en pratiquant ce qu'il allait appeler la voie du milieu. Tout le groupe avait alors quitté Shakyamuni. 

### Disciple et arhat
Cependant, une fois devenu bouddha, Shakyamuni partit à la recherche de ses anciens compagnons pour leur adresser son premier sermon, appelé le Sutra de la mise en mouvement de la roue de la Loi (« Dhammacakkappavattana Sutta »). En entendant cet enseignement, Assaji atteignit le premier niveau de l'éveil, appelé « ouverture de l’œil du Dharma » (sanskrit : Dharmacakṣus), ce qui fit de lui un « entré dans le courant » (Sotapanna).  
Il atteignit cinq jours plus tard l'état d'arhat, lors de la prédication de ce qui est considéré comme le deuxième sermon du Bouddha, Anattalakkhaṇa Sutta (en), autrement dit la doctrine de « Non-Soi ».

### Conversion de Shariputra

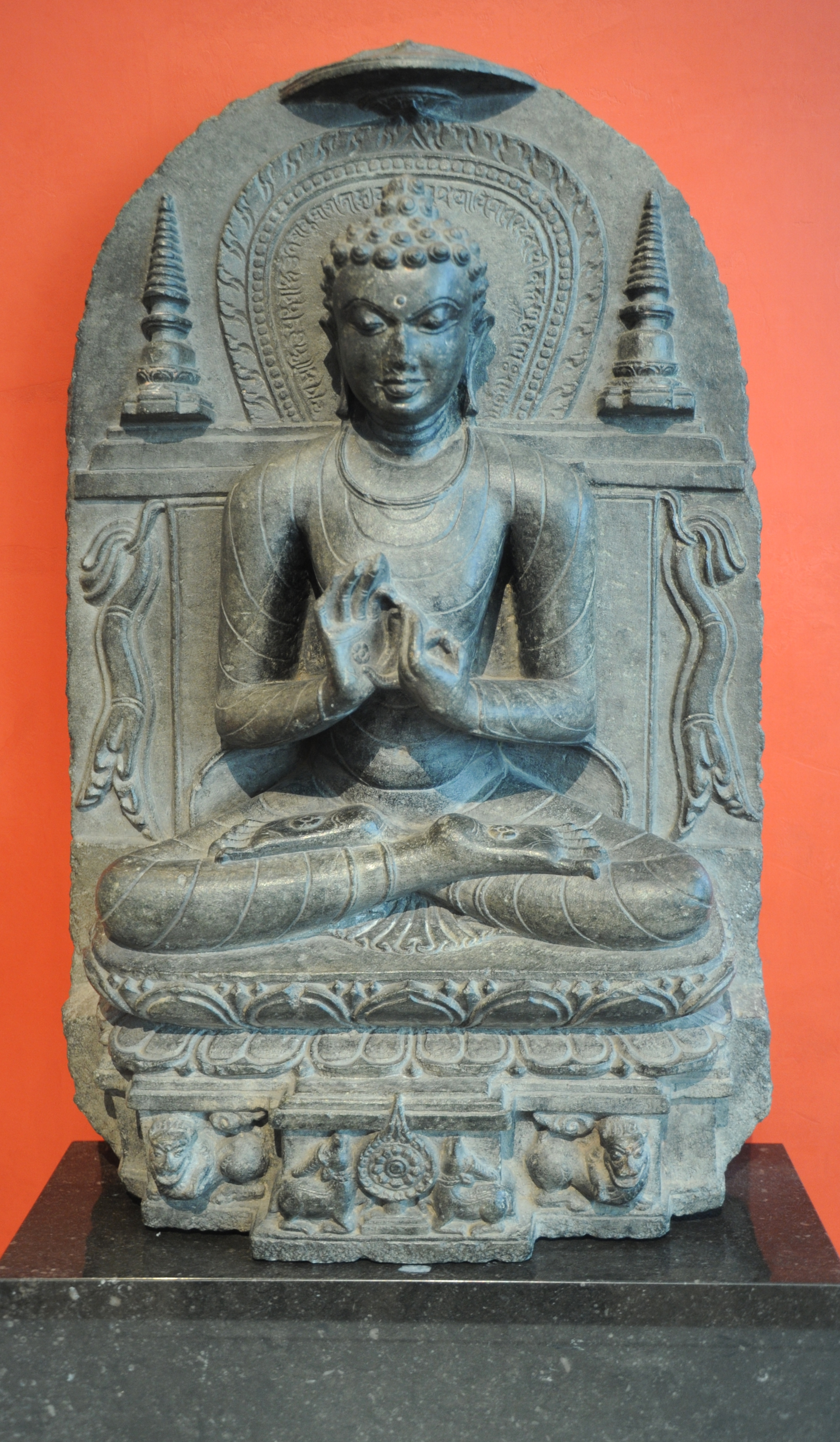
Bouddha enseignant le Dharma. Autour de sa tête, on peut lire le Ye Dharma. Art Institute of Chicago, vers l'an 1000.

Il contribua aussi à la conversion de Shariputra — qui fut ensuite un des principaux disciples du Bouddha. Shariputra l'ayant rencontré sur la route, il lui demanda d'où venait son apparence si sereine. Assaji mentionna les enseignements du Bouddha. Mais quand Shariputra lui demanda de lui exposer ces enseignements, Assaji dit qu'il en était incapable, étant lui-même disciple depuis peu de temps. Mais il pouvait lui en donner un résumé, devenu connu sous le nom de « mantra de la production conditionnée », ou aussi de Ye Dharma (en), ses deux premiers mots (« ces phénomènes ») en sanskrit: « Tous les phénomènes sont nés d'une cause; de telles causes, le Tathâgata les a enseignées. Quant à la cessation de ces causes, cela aussi le Bouddha l'a enseigné [trad. Ph. Cornu]. » Selon Donald S. Lopez Jr., ce texte est peut-être devenu la plus célèbre déclaration de la littérature bouddhique. Il a fréquemment été inscrit dans des stûpa, en lieu et place de reliques du Bouddha.
Lorsque Shariputra entendit ces paroles, il atteignit le stade de réalisation spirituelle, dit de « entré dans le courant ». Et quand il en fut de même pour Maudgalyâyana (autre futur grand disciple du Bouddha) quand il lui répéta ces mots. Et c'est à la suite de cet épisode que les deux devinrent disciples. 